# Voriconazol
El voriconazol es un fármaco antifúngico utilizado para tratar una serie de infecciones fúngicas. Entre ellas se incluyen la aspergilosis, la candidiasis, la coccidioidomicosis, la histoplasmosis, la peniciliosis y las infecciones por Scedosporium o Fusarium. Puede tomarse por vía oral o inyectarse en una vena.
Los efectos secundarios más frecuentes son problemas de visión, náuseas, dolor abdominal, erupción cutánea, dolor de cabeza y ver u oír cosas que no existen. Su uso durante el embarazo puede dañar al bebé. Pertenece a la familia de los triazoles (al igual que el itraconazol o el fluconazol), y actúa afectando al metabolismo de los hongos y a sus membranas celulares.
El voriconazol se patentó en 1990 y su uso médico se aprobó en los Estados Unidos en 2002. Está incluido en la lista de medicamentos esenciales de la Organización Mundial de la Salud.

## Indicaciones
El voriconazol se utiliza para tratar la aspergilosis y la candidiasis invasivas,  y las infecciones fúngicas causadas por especies de Scedosporium y Fusarium, que pueden producirse en pacientes inmunodeprimidos, incluidas las personas sometidas a trasplante alogénico de médula ósea (TMO), que padecen cánceres hematológicos o que se someten a trasplantes de órganos.
También se utiliza para prevenir las infecciones fúngicas en personas sometidas a TMO,así como frente algunas cepas responsables de cuadros de coccidiomicosis y criptococosis.
También es el tratamiento recomendado para las infecciones fúngicas del SNC transmitidas por la inyección de corticoides contaminados en el espacio epidural. En laboratorio ha resultado eficaz frente a algunas cepas de Alternaria e Histoplasma.
Puede tomarse por vía oral o mediante infusión intravenosa administrada en la consulta del médico o en una clínica.

## Farmacocinética.
La farmacocinética del voriconazol es no lineal debido a la saturación de su metabolismo. Esto implica la utilización de dosis de carga tras las cuales se alcanzan concentraciones plasmáticas próximas al equilibrio estacionario en las primeras 24 horas de administración. Cuando no se administran las dosis de carga, el equilibrio tarda en alcanzarse unos seis días. La dosis de carga no se aconseja en niños.
La absorción en la vía oral es rápida y casi completa, alcanzándose dosis máximas a las dos horas. No se ve alterada por la toma de alimentos. La biodisponibilidad es cercana al 96%.
La unión a proteínas plasmáticas es del 90%, pasando al líquido cefalorraquídeo, aunque no se conoce bien con qué tasa de difusión.
Se metaboliza en el hígado, a través del citocromo P450 (isoenzimas CYP2C19, CYP2C9 y CYP3A4). La isoenzima CYP2C19 no se encuentra presente en un 3% a 5% de sujetos de raza negra o blanca y en un 15% a 20% de sujetos de raza asiática, lo que se traduce en un metabolismo más lento, cuestión que habrá que tener en cuenta de cara a las interacciones y a las reacciones adversas.
Su principal metabolito, el N-óxido, no es clínicamente activo.
Se elimina por el metabolismo hepático, con una tasa de eliminación por orina inferior al 2%.

## Mecanismo de acción
Al igual que el resto de los derivados imidazólicos, actúa a nivel de la desmetilación del ergosterol.

## Interacciones
- Contraindicaciones: El hecho característico de ser un derivado imidazólico le hace partícipe de las características de este grupo. Las contraindicaciones más importantes serían:
  - Por interacción con la isoenzima CYP3A4, no debe tomarse junto a terfenadina, astemizol, cisaprida, pimozida o quinidina, por el alto riesgo de producir trastornos del ritmo cardíaco, o alcaloides derivados de la ergotamina o sirolimus por el aumento de las concentraciones de estos fármacos.
  - También está contraindicado el uso concomitante de rifampicina, carbamazepina , fenobarbital y ritonavir porque estos productos disminuyen notablemente la eficacia del voriconazol.
  - Finalmente se contraindica la toma conjunta de hipérico (hierba de San Juan).
- Asociaciones de especial seguimiento médico: El médico debe controlar rigurosamente la asociación con los siguientes fármacos:
  - Ciclosporina, derivados opiáceos de acción corta (fentanilo, sufentanilo), metadona, anticoagulantes orales (warfarina, acenocumarol), tacrolimus, sulfonilureas, lovastatina, benzodiazepinas (midazolam, triazolam), alcaloides de la vinca (vinblastina, vincristina), omeprazol, anticonceptivos orales, rifabutina y fenitoína.

## Reacciones adversas
En el siguiente listado se recogen tan sólo las reacciones adversas descritas con una frecuencia superior al 0.1% (>1/1.000). Están descritas otras numerosas reacciones que se presentan con una frecuencia inferior (< 1/1.000; menor del 0.1%).
| Órgano afectado.                              | Criterio CIOSM. | Tipo de reacción adversa. |
| Pruebas de Laboratorio.                       | Frecuentes.     | Aumento de fosfatasa alcalina, aumento de creatinina, anomalías en pruebas de función hepática.                                       |
|                                               | Infrecuentes.   | Prolongación del intervalo QT. Aumento de urea y colesterol en la sangre.                                                             |
| Trastornos cardíacos.                         | Muy frecuentes. | Edema periférico. |
|                                               | Frecuentes.     | Taquicardia, arritmias, incluida taquicardia supraventricular, bradicardia.                                                           |
| Trastornos de la sangre.                      | Frecuentes.     | Anemia, leucopenia, trombocitopenia.                                                                                                  |
|                                               | Infrecuentes.   | Coagulación intravascular diseminada, agranulocitosis, linfadenopatía, eosinofilia.                                                   |
| Trastornos del sistema nervioso.              | Muy frecuentes. | Cefalea. |
|                                               | Frecuentes.     | Mareos, temblores, agitación, parestesia.                                                                                             |
|                                               | Infrecuentes.   | Edema cerebral, ataxia, diplopía, vértigo, hipoestesia.                                                                               |
| Trastornos respiratorios.                     | Frecuentes.     | Síndrome de distrés respiratorio agudo, edema pulmonar, dificultad respiratoria, dolor torácico.                                      |
| Trastornos oculares                           | Muy frecuentes. | Alteración de la visión (incluida visión borrosa, cromatopsia, fotofobia y fotopsia).                                                 |
|                                               | Infrecuentes.   | Papiledema, neuritis óptica, nistagmo, escleritis, blefaritis.                                                                        |
| Trastornos gastrointestinales.                | Muy frecuentes. | Diarrea, náuseas, vómitos, dolor abdominal.                                                                                           |
|                                               | Infrecuentes.   | Pancreatitis, peritonitis, duodenitis, gingivitis, glositis, dispepsia, estreñimiento.                                                |
| Trastornos renales y urinarios.               | Frecuentes.     | Fallo renal. Hematuria. |
|                                               | Infrecuentes.   | Nefritis, Proteinuria. |
| Trastornos de la piel.                        | Muy frecuentes. | Rash. |
|                                               | Frecuentes.     | Dermatitis exfoliativa, edema facial, reacción de fotosensibilización, erupción maculopapular, queilitis, prurito, alopecia, eritema. |
|                                               | Infrecuentes.   | Síndrome de Stevens-Johnson, edema angioneurótico, dermatitis alérgica, urticaria, psoriasis.                                         |
| Trastornos del metabolismo y de la nutrición. | Frecuentes.     | Hipopotasemia, hipoglucemia. |
| Otros.                                        | Muy frecuentes. | Fiebre. |
|                                               | Frecuentes.     | Dolor de espalda, hipotensión, tromboflebitis, flebitis, depresión, ansiedad, alucinaciones, ictericia.                               |
|                                               | Infrecuentes.   | Artritis, insuficiencia hepática, hepatitis, hepatomegalia, colecistitis, colelitiasis.                                               |